# Liste von Terroranschlägen in Österreich
Die Liste von Terroranschlägen in Österreich listet in Österreich geschehene Terroranschläge und ideologisch, politisch oder religiös motivierte Gewaltakte auf.
Zur großen Übersicht siehe Liste von Terroranschlägen.

## Erläuterung
In der Spalte Politische Ausrichtung ist die politische bzw. weltanschauliche Einordnung der Täter angegeben: faschistisch, rassistisch, nationalistisch, nationalsozialistisch, sozialistisch, kommunistisch, antiimperialistisch, islamistisch (schiitisch, sunnitisch, deobandisch, salafistisch, wahhabitisch), hinduistisch. Bei vorrangig auf staatliche Unabhängigkeit oder Autonomie zielender Ausrichtung ist autonomistisch vorangestellt, gefolgt von der Region oder der Volksgruppe und ggf. weiteren Merkmalen der Täter: armenisch, irisch (katholisch), kurdisch, tirolisch, tschetschenisch, dagestanisch, punjabisch (sikhistisch), palästinensisch.
Die Opferzahlen der Anschläge werden farbig dargestellt:
- Die Zahl bei den Anschlägen getöteter/verletzter Täter ist in Klammern ( ) gesetzt.
- Von der Global Terrorism Database der Universität Maryland verzeichnete Anschläge:

## Liste
| Datum/Beginn       | Ort                      | Artikel, Beleg(e)                              | Täter                                               | Politische Ausrichtung | Mittel                                 | Ziel                                                                                | Tote   | Verletzte |
| ------------------ | ------------------------ | ---------------------------------------------- | --------------------------------------------------- | --- | -------------------------------------- | ----------------------------------------------------------------------------------- | ------ | --------- |
| 21. Dezember 1975  | Wien                     | OPEC-Geiselnahme                               | PFLP                                                | autonomistisch, palästinensisch-nationalistisch, arabisch-nationalistisch, panarabisch, marxistisch-leninistisch, antiimperialistisch, antizionistisch, demokratisch-sozialistisch | Schusswaffen, Geiselnahme              | OPEC-Hauptquartier                                                                  | 3      | 11        |
| 17. Dezember 1976  | Wien                     | [ 2 ]                                          | RAF                                                 | linksextremistisch, antifaschistisch, antiimperialistisch, kommunistisch, maoistisch, marxistisch-leninistisch                                                                     | Sprengstoff                            | Polizeikontrollzentrum                                                              | 0      | 0         |
| 22. Jänner 1977    | Wien                     | [ 3 ]                                          | RAF                                                 | linksextremistisch, antifaschistisch, antiimperialistisch, kommunistisch, maoistisch, marxistisch-leninistisch                                                                     | Dynamit                                | Fahrzeug                                                                            | 1      | 1         |
| 22. April 1979     | Wien                     | Terroranschlag auf den Wiener Stadttempel      | Adler der Revolution (as-Sa'iqa)                    | autonomistisch-palästinensisch | Sprengstoff                            | Stadttempel                                                                         | 0      | 0         |
| 18. September 1979 | Völkermarkt              | [ 5 ]                                          |                                                     | | Sprengstoff                            | Museum                                                                              | 0      | 3         |
| 30. Juli 1980      | Wien                     | [ 6 ]                                          | Irakische Extremisten                               | | Sprengstoff                            | Iranische Botschaft                                                                 | 0      | 8         |
| 01. Mai 1981       | Wien                     | Attentat auf Heinz Nittel                      | Abu-Nidal-Organisation                              | autonomistisch-palästinensisch | Schusswaffe                            | Attentat auf Politiker Heinz Nittel                                                 | 1      | 0         |
| 10. August 1981    | Wien                     | [ 8 ]                                          | May 15 Organization for the Liberation of Palestine | autonomistisch-palästinensisch | Sprengstoff                            | Israelische Botschaft                                                               | 0      | 1         |
| 29. August 1981    | Wien                     | [ 9 ] [ 10 ]                                   | Abu-Nidal-Organisation                              | autonomistisch-palästinensisch | Granaten, Maschinengewehre             | Stadttempel                                                                         | 2      | 19        |
| 26. September 1981 | Wien                     | [ 11 ]                                         | wegen der Tat angeklagt wurde u. a. Ekkehard Weil   | rechtsextrem, rassistisch | Sprengstoff                            | Vorgarten des ehemaligen Präsidenten der Israelitischen Kultusgemeinde Edmund Reiss | 0      | 0         |
| 4. Februar 1982    | Wien                     | [ 12 ]                                         | wegen der Tat angeklagt wurde u. a. Ekkehard Weil   | rechtsextrem, rassistisch | Rohrbombe                              | Wohnung des Oberrabbiners Akiba Eisenberg                                           | 0      | 0         |
| 11. Juni 1982      | Wien                     | [ 13 ]                                         | wegen der Tat angeklagt wurde u. a. Ekkehard Weil   | rechtsextrem, rassistisch | Sprengstoff                            | Wohnung von Simon Wiesenthal                                                        | 0      | 0         |
| 28. Juli 1982      | Salzburg                 | [ 14 ]                                         | u. a. Ekkehard Weil                                 | rechtsextrem, rassistisch | Rohrbombe                              | Schöps-Filiale, Getreidegasse                                                       | 0      | 0         |
| 31. Juli 1982      | Wien                     | [ 15 ]                                         | u. a. Ekkehard Weil                                 | rechtsextrem, rassistisch | Sprengstoff                            | Schöps-Filiale, Wien-Ottakring                                                      | 0      | 0         |
| 25. September 1982 | Wien                     | [ 16 ]                                         | wegen der Tat angeklagt wurde u. a. Ekkehard Weil   | rechtsextrem, rassistisch | Sprengstoff                            | Wohnung von Alexander Giese                                                         | 0      | 0         |
| ? 1982             | Wien                     | [ 17 ]                                         | wegen der Tat angeklagt wurde u. a. Ekkehard Weil   | rechtsextrem, rassistisch | Rohrbombe (nicht detoniert)            | Kindergarten am Wiener Rudolfsplatz                                                 | 0      | 0         |
| 27. Dezember 1985  | Wien                     | Terroranschlag am Flughafen Wien-Schwechat     | Abu-Nidal-Organisation                              | autonomistisch-palästinensisch | Schusswaffen, Granaten                 | Flughafen Wien-Schwechat                                                            | 3 (+1) | 39        |
| 24. September 1985 | Wien                     | [ 18 ]                                         |                                                     | | Sprengstoff                            | Ungarische Bank                                                                     | 0      | 11        |
| 04. März 1987      | Salzburg                 | [ 19 ]                                         |                                                     | |                                        | Fahrzeug in Tiefgarage                                                              | 0      | 1         |
| 28. März 1988      | Wien                     | [ 20 ]                                         |                                                     | |                                        | Irakische Botschaft                                                                 | 0      | 1         |
| 13. Juli 1989      | Wien                     | Wiener Kurdenmorde                             | iranische Agenten                                   | |                                        |                                                                                     | 3      |           |
| 21. März 1992      | Wien                     | [ 21 ]                                         |                                                     | | Granate                                | Busparkplatz                                                                        | 0      | 1         |
| 24. August 1994    | Klagenfurt am Wörthersee | [ 22 ] [ 23 ]                                  | Franz Fuchs                                         | rechtsextremistisch, nationalistisch, rassistisch | Rohrbombe                              | Schule                                                                              | 0      | 3         |
| 04. Februar 1995   | Oberwart                 | Bombenattentat von Oberwart                    | Franz Fuchs                                         | rechtsextremistisch, nationalistisch, rassistisch | Sprengfalle                            | Burgenlandroma                                                                      | 4      | 0         |
| 06. Februar 1995   | Stinatz                  | [ 24 ] [ 25 ]                                  | Franz Fuchs                                         | rechtsextremistisch, nationalistisch, rassistisch | Sprengstoff                            | Burgenlandkroaten                                                                   | 0      | 1         |
| 11. April 1995     | Ebergassing              | Anschlag von Ebergassing                       | Linksextremisten                                    | linksextremistisch | Sprengstoff                            | Strommasten                                                                         | 0 (+2) |           |
| 09. Juni 1995      | Linz                     | [ 26 ]                                         | Franz Fuchs                                         | rechtsextremistisch, nationalistisch, rassistisch | Briefbombe                             | Hochzeitsagentur                                                                    | 0      | 2         |
| 16. Oktober 1995   | Stronsdorf               | [ 27 ]                                         | Franz Fuchs                                         | rechtsextremistisch, nationalistisch, rassistisch | Briefbombe                             | Syrischer Arzt                                                                      | 0      | 1         |
| 16. Oktober 1995   | Poysdorf                 | [ 28 ]                                         | Franz Fuchs                                         | rechtsextremistisch, nationalistisch, rassistisch | Briefbombe                             | Flüchtlingshelferin                                                                 | 0      | 1         |
| 24. Mai 2009       | Wien                     | Terroranschlag auf den Ravidass-Tempel in Wien | Khalistan Zindabad Force                            | autonomistisch | Schusswaffen, Messer                   | Guru Ravidass Gurdwara                                                              | 1      | 17        |
| 22. Juli 2011      | Traun (Stadt)            | Attentat auf rumänische Familie                | Johann Neumüller                                    | rechtsextremistisch, rassistisch | Schusswaffe, Messer                    | Zivilisten                                                                          | 1      | 2         |
| 02. Februar 2013   | Wörgl                    | [ 31 ] [ 32 ]                                  |                                                     | | Brandstiftung, versuchte Brandstiftung | Pizzeria, Türkisches Kulturzentrum                                                  | 0      | 2         |
| 27. November 2016  | Himberg                  | [ 33 ] [ 34 ]                                  |                                                     | | Molotowcocktail                        | Flüchtlingszentrum                                                                  | 0      | 0         |
| 30. Juni 2017      | Linz                     | [ 35 ]                                         |                                                     | | Messer, Brandstiftung                  | Zivilisten                                                                          | 2      | 0         |
| 11. März 2018      | Wien                     | [ 36 ] [ 37 ]                                  | Mohamed El M. (Islamist)                            | islamistisch | Messer                                 | Soldat vor iranischer Botschaft                                                     | 0 (+1) | 1         |
| 02. November 2020  | Wien                     | Terroranschlag in Wien 2020                    | Kujtim Fejzulai (Islamist)                          | islamistisch | Schusswaffen, Machete                  | Zivilisten, Polizisten                                                              | 4 (+1) | 23        |
| 15. Februar 2025   | Villach                  | Messerangriff in Villach am 15. Februar 2025   | Ahmad G. (Islamist)                                 | islamistisch | Messer                                 | Zivilisten                                                                          | 1      | 5         |